# 姚顗
姚顗（866年—940年11月8日），字伯真（按《旧五代史》），一字百真（按《新五代史》），中国五代十国时期政权后梁、后唐、后晋官员，后唐末代皇帝李从珂年间为宰相。

## 家世
姚顗生于唐懿宗年间的866年，是唐朝都城长安人氏。曾祖姚希齐，湖州司功参军。祖父姚弘庆，苏州刺史。父姚荆，国子祭酒。姚顗年轻时不聪明，但敦厚，不修仪容。人们并不尊重他，只有曾任兵部侍郎的中条山处士司空图很器重他，把女儿嫁给他。姚顗性仁恕，常被仆妾所欺骗，即使有所察觉，也不当面训斥。也不善理财，不识货币价值，故不能聚财。
天复三年（903年），大军阀宣武军节度使朱全忠迫使唐昭宗从长安迁都洛阳，以加强对昭宗的控制。姚顗也随长安百姓去洛阳，次年，中进士。六月，被用为校书郎。

## 后梁年间
朱全忠随后迫使唐哀帝禅位于他，结束唐朝，建立后梁。朱全忠子朱瑱贞明年间（915年—921年），姚顗历任校书郎、登封令、右补阙、礼部员外郎，召入翰林，累迁至中书舍人。

## 后唐年间
后梁敌国后唐皇帝李存勖自称唐朝合法继承人，视后梁为篡国政权，于龙德三年（923年）对后梁都城大梁发起突袭，攻克之。朱瑱自杀，后梁亡，领地被后唐兼并。李存勖认为一些后梁官员世受唐恩，却出仕后梁而显贵，是不忠，于是将他们外贬。姚顗在其中，被贬为复州司马。但过了一年多，即被召还。后唐明宗李嗣源天成元年（926年），姚顗在秘书少监任上被任为左散骑常侍。四年（929年）六月，任兵部侍郎，八月，为卤簿使。长兴元年（930年）九月，改兼吏部侍郎。曾奉敕与太常卿刘岳、左散骑常侍任赞、右散骑常侍杨凝式、兵部尚书梁文矩、工部尚书崔居俭、太子宾客裴高、尚书左丞王权检查删定后的郑余庆《书仪》。三年（932年）十二月，任尚书左丞。
清泰元年（934年），李嗣源养子李从珂推翻李嗣源亲子李从厚，成为皇帝。为首宰相吏部尚书兼门下侍郎判三司刘昫、左仆射门下侍郎李愚意见不合，互相诟骂，政事凝滞。李从珂对此不满，想换掉他们。六月，他向亲近朝臣问代任宰相的人选，朝臣们推荐姚顗、太常卿卢文纪、秘书监崔居俭，但论及三人才行，各有优劣。李从珂不能决断任谁为相，于是写下他们等十余人的名字置于琉璃瓶内，在夜晚焚香祝天，用筷子将写有名字的纸夹出。先夹出卢文纪的名字，再夹出姚顗的。他因而分别于七月和八月任卢文纪和姚顗为中书侍郎，加宰相衔同中书门下平章事。因连日下雨，李从珂命姚顗与李愚、刘昫、卢文纪去各寺观祈求天晴。
姚顗不能干，在相位无作为。唐朝旧制，吏部选官时分为三铨，分别由尚书和两位侍郎处理，一个官员只有经历全部三个铨选程序才能受任。李嗣源末期，时任宰相冯道认为后唐疆域不及统一时的唐朝，每年的待选官员只有数百人，三铨之法浪费时间且无益，建议合为一。于是李嗣源合三铨为一，让吏部尚书和侍郎们一起选官。但姚顗和卢文纪拜相后，重新奏分三铨，选官手续又变得冗长。待选官员被造成不便，常公然拦截宰相抱怨。姚顗对此无所作为，李从珂不得不亲自下诏再度废止三铨。
十二月，姚顗兼集贤院大学士。二年（935年）四月，以弘文馆大学士加门下侍郎。三年（936年）二月，与史官张昭远、李祥、吴承范等修撰《明宗实录》三十卷献上。曾请求在南郊诸祠坛一带修建屋宇及上疏禁止州郡上贡。

## 后晋年间
闰十一月，李从珂被养妹夫河东节度使、北面总管石敬瑭推翻，石敬瑭建立后晋。十二月，罢姚顗相位，改为刑部尚书。天福四年（939年）五月，迁户部尚书。天福五年（940年）冬，卒。废朝一日，赠左仆射（《旧五代史·晋高祖纪》作右仆射）。因很不善理财，御家无术，死时连办葬礼的钱都没有，家人典当物品、卖了官邸才得以举丧。闻者哀怜。士大夫嘉奖他的廉洁，却鄙视他的笨拙。